# Cepiring (plaats)
Cepiring is een bestuurslaag in het regentschap Kendal van de provincie Midden-Java, Indonesië. Cepiring telt 8189 inwoners (volkstelling 2010).